# (22442) Blaha
(22442) Blaha ist ein Asteroid des Hauptgürtels, der am 14. Oktober 1996 von den tschechischen Astronomen Jana Tichá und Miloš Tichý am Kleť-Observatorium (IAU-Code 046) bei Český Krumlov in Südböhmen entdeckt wurde.
Der Asteroid wurde nach dem US-amerikanischen Astronauten John Elmer Blaha (* 1942) benannt, der insgesamt fünf Raumflüge absolvierte, darunter einen viermonatigen Aufenthalt auf der Raumstation MIR. Eine geplante sechste Mission wurde nach der Challenger-Katastrophe abgesagt.